# Сирету (Летеа Веке)
Сирету (рум. Siretu) насеље је у Румунији у округу Бакау у општини Летеа Веке. Oпштина се налази на надморској висини од 143 m.

## Становништво
Према подацима из 2002. године у насељу је живело 459 становника, од којих су сви румунске националности.